# يونا هارفي
يونا هارفي (بالإنجليزية: Yona Harvey)‏ (1974)؛ كاتِبة وشاعرة أمريكية.